# Betsiboka
Betsiboka er en region beliggende centralt på den nordlige del af Madagaskar i den tidligere provins Mahajanga. Den grænser til regionerne Boeny mod nord, Sofia mod nordøst, Alaotra-Mangoro mod øst, Analamanga og Bongolava mod syd og Melaky mod vest. Regionshovedstaden er byen Maevatanana. Befolkningen blev anslået til 236.500 mennesker i 2004 på et areal af 30,025 km². Betsiboka er en af de tyndest befolkede regioner i Madagaskar.
Regionen er inddelt i tre distrikter:
- Kandreho
- Maevatanana
- Tsaratanana

## Natur
- Naturreservatet Kasijy-reservatet ligger i regionen.

## Eksterne kilder og henvisninger
1. 1 2  Profile des marchés pour les évaluations d’urgence de la sécurité alimentaire p. 27, Eliane Ralison og Frans Goossens 2006 hentet 5. maj 2009

16°57′00″S 46°49′48″Ø / 16.95000°S 46.83000°Ø